# 圣母升天 (柯勒乔)
圣母升天是意大利文艺复兴晚期艺术家安东尼奥·达·柯勒乔的湿壁画，装饰在意大利帕尔马主教座堂 (意大利)的圆顶上。 柯勒乔于1522年11月3日签署了这幅画的合同，于1530年完工。
构图受到美洛佐·达·弗利视角的影响，穹顶底座的装饰，代表帕尔马的四位主保圣人：带着羔羊的施洗约翰、身穿黄色斗篷的圣依拉略、圣多默（或若瑟）一位携带殉难棕榈叶的天使和圣伯纳德，唯一向上看的人物。
在耶稣的脚下，无玷圣母穿着红蓝色长袍，由众天使高高举起。在穹顶的底部，在窗户之间，站着困惑的使徒，好像站在她的空坟墓周围。在受祝福的人群中可以看到：亚当和夏娃，友弟德和荷罗佛尼的头颅。在穹顶的中央，是一个被透视缩短的无须耶稣下楼迎接他的母亲。
安东尼奥·达·柯勒乔 的圣母升天后来成为 17 世纪巴洛克时期戏剧性的幻觉主义错视艺术绘画的催化剂和灵感。在柯勒乔和他的巴洛克继承人的作品中，整个建筑表面被视为一块比例巨大的画面，因此教堂的穹顶就等同于天堂的拱顶。幻觉主义的人物似乎能够突出到观众的空间，在当时是一种大胆而惊人的透视法，虽然后来在专门从事幻觉拱顶装饰的巴洛克艺术家中，这种技术变得很普遍。
柯勒乔的《圣母升天》启发了卡罗·西格纳尼在弗利主教座堂的湿壁画《圣母升天》；以及乔瓦尼·兰弗兰科 的罗马圣安德肋圣殿的穹顶湿壁画。

## 细节

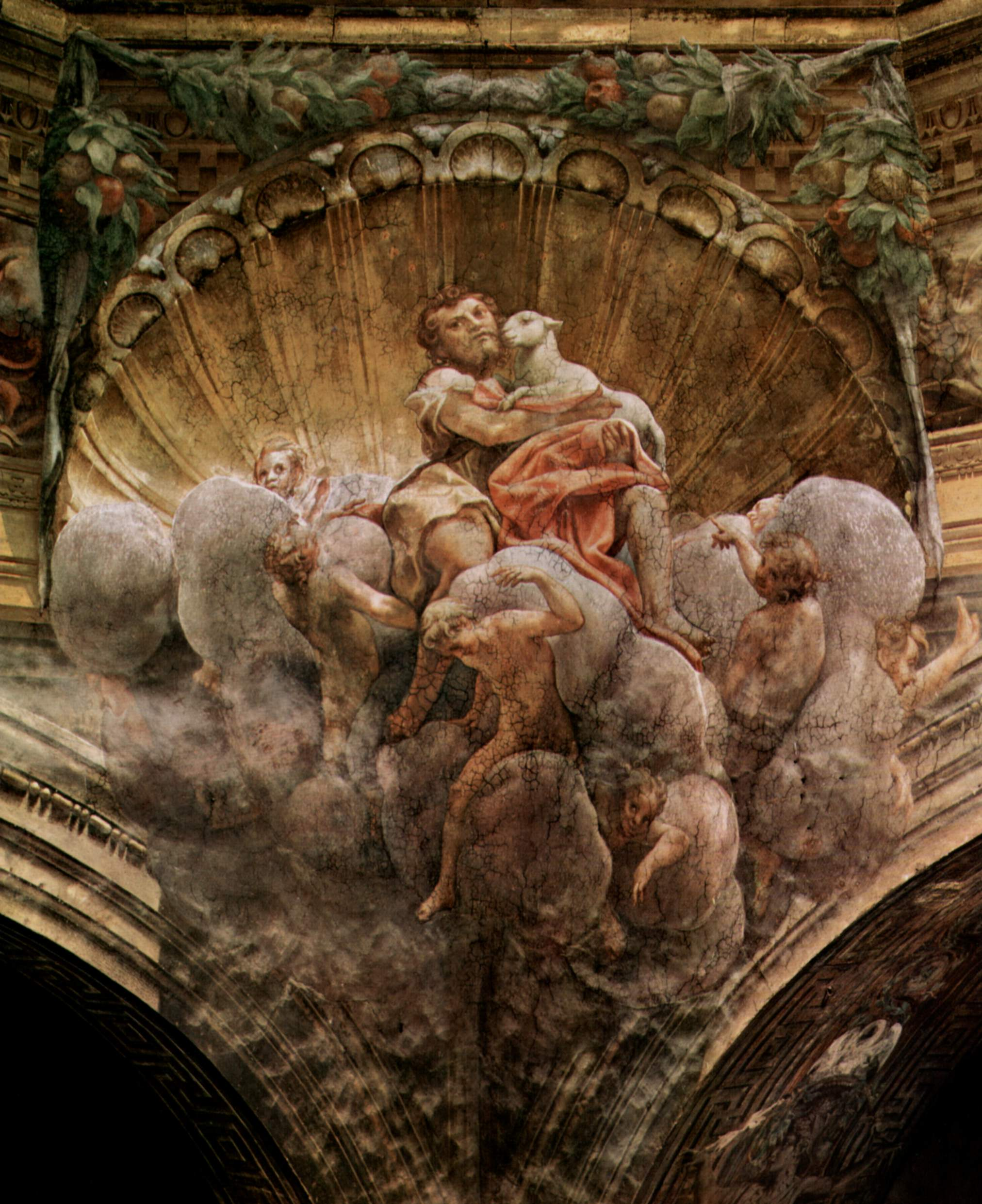
施洗者圣约翰
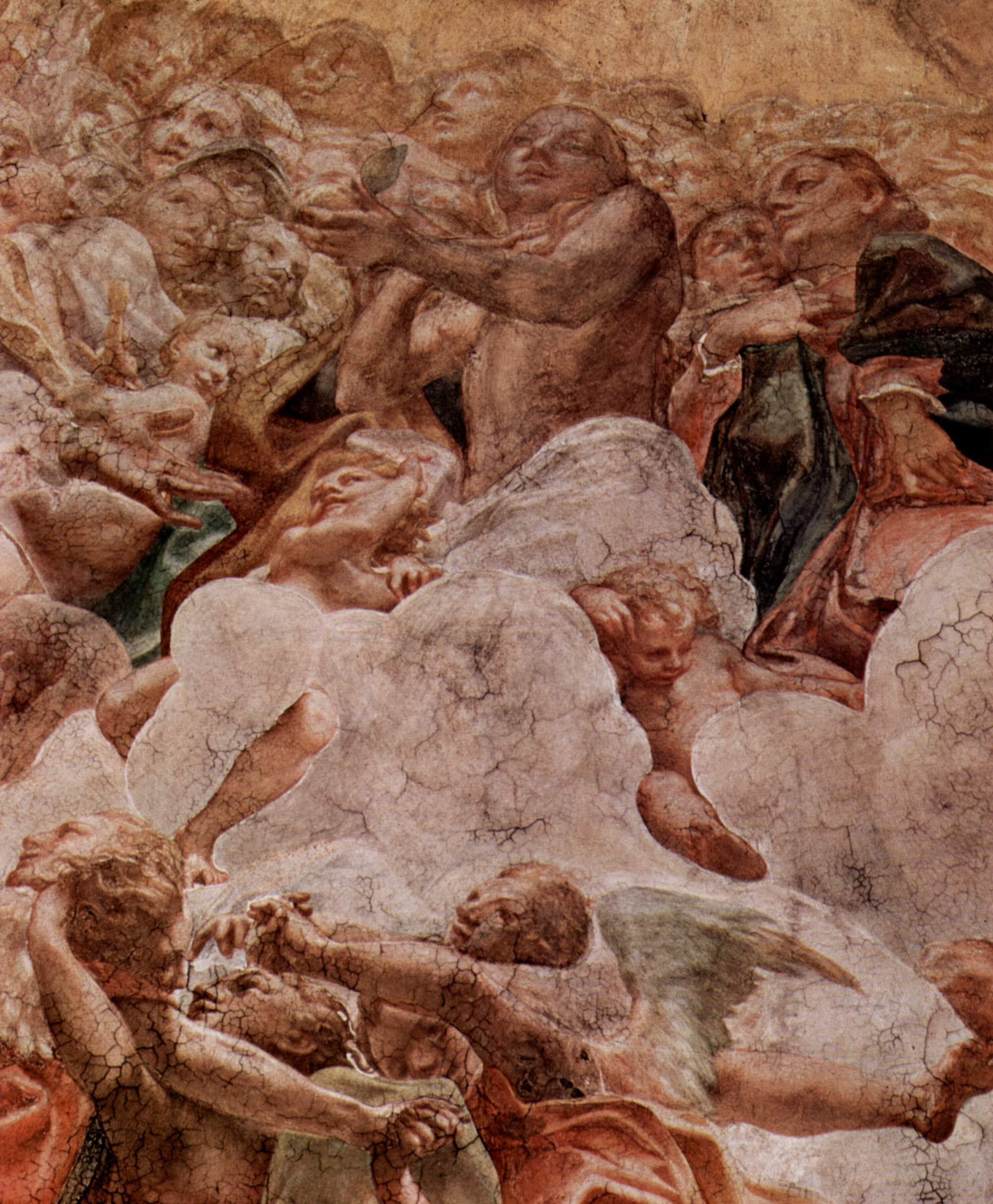
前夕
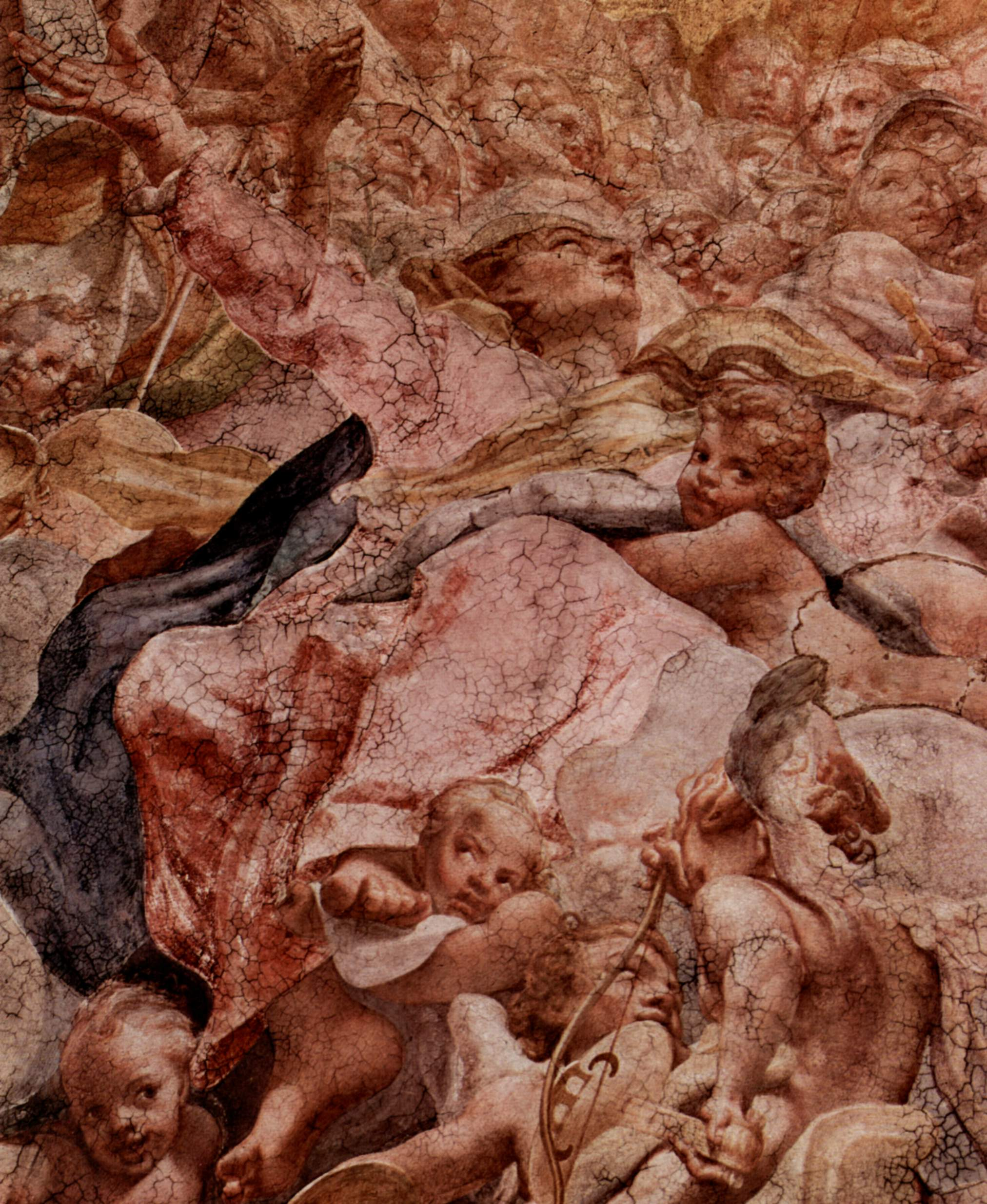
圣母与天使